# 1485 en musique classique
| \| • Retour à la chronologie générale de la musique classique • \| |
| Grèce • Rome • Haut Moyen Âge • VIIIe siècle • IXe siècle • Xe siècle • XIe siècle XIIe siècle • XIIIe siècle • XIVe siècle • XVe siècle • XVIe siècle • XVIIe siècle XVIIIe siècle • XIXe siècle • XXe siècle • XXIe siècle |
| • Retour à la chronologie générale de la musique classique • |

| Années en musique classique : 1482 - 1483 - 1484 - 1485 - 1486 - 1487 - 1488    |
| Décennies en musique classique : 1450 - 1460 - 1470 - 1480 - 1490 - 1500 - 1510 |

## Événements
- Le compositeur flamand Heinrich Isaac réside à Florence, où il est membre du Cantori di San Giovanni, chorale bénéficiant du mécénat de la famille de Médicis. Il enseigne ensuite la musique aux enfants de Laurent le Magnifique et compose de nombreuses pièces (chansons, messes et motets).

## Naissances
- vers 1485 :
  - Gaspard de Albertis de Padua, compositeur italien († vers 1560).
  - Clément Janequin, compositeur français († 1558).

## Décès
- 28 octobre : Rodolphus Agricola, humaniste et compositeur néerlandais († 17 février 1444).